# Auguri e figli maschi!
Auguri e figli maschi! è un film del 1951 diretto da Giorgio Simonelli.

## Trama
Le tre figlie di un maresciallo sono fidanzate con tre ragazzi, ma non possono sposarsi perché non riescono a trovare degli appartamenti nei quali vivere per conto proprio.
I ragazzi trovano finalmente un posto in cui vivere in pace, ma un truffatore li raggira inducendoli a sposarsi tranquillamente. I ragazzi in seguito si trovarono stupiti di fronte al rudere della casa.
Le tre coppie le tentano tutte: da un concorso di bellezza a una casa di appuntamenti e infine scegliendo la sistemazione definitiva nella casa del suocero.

## Colonna sonora
L'allegra canzone "La crociata del mattone", di Carlo Innocenzi e Marcella Rivi (Sonia Pearlswing) accompagna le immagini conclusive del film. È cantata dal Quartetto Cetra che, però, non compare nel film.

## Accoglienza

### Incassi
Incasso accertato a tutto il 31 marzo 1959 Lit. 218.158.622

### Critica
(La Stampa, 28 settembre 1951)